# Championnat du Soudan de football 2018
Navigation
Saison précédente Saison suivante
La saison 2018 du Championnat du Soudan de football est la cinquante-quatrième édition de la première division au Soudan, la Sudan Premier League. Le championnat change de format cette saison, il se déroule avec deux poules de neuf équipes qui se rencontrent deux fois. Après cette première série de 16 matchs les quatre premiers de poule se retrouvent dans une poule de championnat et se rencontrent également en match aller et retour, soit 14 rencontres au bout desquelles le premier est désigné champion du Soudan.
Les dix équipes n'ayant pu se qualifier pour la poule de championnat, se retrouvent dans la poule de relégation. À la fin de ce championnat les quatre derniers sont relégués directement, seulement deux clubs de deuxième division seront promu afin de ramener le championnat 2019 à seize équipes. Les clubs classés 5e et 6e de la poule de relégation disputent un barrage de montée-relégation contre deux autres clubs de deuxième division.
C'est le club Al Hilal Omdurman, tenant du titre, qui remporte à nouveau la compétition après avoir terminé en tête du classement final, malgré une pénalité de six points infligée par la FIFA et à égalité de points avec Al Merreikh Omdurman. C'est le vingt septième titre de champion du Soudan de l'histoire du club.

## Qualifications continentales
Les deux premiers du classement se qualifient pour la prochaine édition de la Ligue des champions de la CAF. Les 3e et 4e disputeront la Coupe de la confédération 2018-2019.

## Les clubs participants
- Al Hilal Omdurman
- Al Merreikh Kosti
- Hay Al Arab Port-Soudan
- Al Ahli Merowe - Promu de D2
- Al Amal Atbara
- Al Hilal Obayid
- Al Ahli Khartoum
- Wad Hashim Sannar - Promu de D2
- Hay Al-Wadi
- Al Merreikh Omdurman
- Al Hilal Kaduqli
- Al Merreikh Al Fasher
- Al Khartoum SC
- Al Ahly Shendi
- Al-Ahli Atbara
- Al-Shorta Al-Qadarif
- Al-Merreikh Nyala
- Kober Khartoum-Bahri - Promu de D2

## Compétition
Le barème de points servant à établir les classements se décompose ainsi :
- Victoire : 3 points
- Match nul : 1 point
- Défaite : 0 point

### Classement Poule A
| Rang | Équipe                | Pts | J  | G  | N  | P  | Bp | Bc | Diff |
| ---- | --------------------- | --- | -- | -- | -- | -- | -- | -- | ---- |
| 1    | Al Hilal OmdurmanT    | 42  | 16 | 13 | 3  | 0  | 35 | 9  | +26  |
| 2    | Al Hilal Obayid       | 31  | 16 | 9  | 4  | 3  | 28 | 15 | +13  |
| 3    | Al Khartoum SC        | 27  | 16 | 8  | 3  | 5  | 19 | 16 | +3   |
| 4    | Al Ahli Merowe P      | 23  | 16 | 5  | 14 | 15 | 23 | 44 | -21  |
| 5    | Kober Khartoum-BahriP | 19  | 16 | 5  | 4  | 7  | 13 | 21 | -8   |
| 6    | Al-Shorta Al-Qadarif  | 18  | 16 | 4  | 6  | 6  | 12 | 21 | -9   |
| 7    | Al Amal Atbara        | 15  | 16 | 3  | 6  | 7  | 12 | 19 | -7   |
| 8    | Hay Al-Wadi           | 15  | 16 | 4  | 3  | 9  | 12 | 21 | -9   |
| 9    | Al Merreikh Kosti     | 8   | 16 | 1  | 5  | 10 | 9  | 22 | -13  |

|  | Qualification pour la Poule Championnat                                 |
|  | Participation à la poule de relégation                                  |
|  | T : Tenant du titre C : Vainqueur de la Coupe du Soudan P : Promu de D2 |

### Classement Poule B
| Rang | Équipe                  | Pts | J  | G  | N | P  | Bp | Bc | Diff |
| ---- | ----------------------- | --- | -- | -- | - | -- | -- | -- | ---- |
| 1    | Al Merreikh OmdurmanC   | 34  | 16 | 10 | 4 | 2  | 33 | 10 | +23  |
| 2    | Al Ahly Shendi          | 31  | 16 | 9  | 4 | 3  | 25 | 7  | +18  |
| 3    | Al Merreikh Al Fasher   | 28  | 16 | 8  | 4 | 4  | 19 | 16 | +3   |
| 4    | Hay Al Arab Port-Soudan | 21  | 16 | 6  | 3 | 7  | 19 | 20 | -1   |
| 5    | Al Hilal Kaduqli        | 21  | 16 | 6  | 3 | 7  | 16 | 22 | -6   |
| 6    | Wad Hashim SannarP      | 20  | 16 | 5  | 5 | 6  | 15 | 22 | -7   |
| 7    | Al-Merreikh Nyala       | 20  | 16 | 4  | 8 | 4  | 11 | 18 | -7   |
| 8    | Al Ahli Khartoum        | 11  | 16 | 2  | 5 | 9  | 6  | 17 | -11  |
| 9    | Al-Ahli Atbara          | 11  | 16 | 3  | 2 | 11 | 12 | 24 | -12  |

|  | Qualification pour la Poule Championnat                                 |
|  | Participation à la poule de relégation                                  |
|  | T : Tenant du titre C : Vainqueur de la Coupe du Soudan P : Promu de D2 |

### Classement Poule Championnat
| Rang | Équipe                  | Pts  | J  | G  | N | P | Bp | Bc | Diff |
| ---- | ----------------------- | ---- | -- | -- | - | - | -- | -- | ---- |
| 1    | Al Hilal OmdurmanT      | 31-6 | 14 | 12 | 1 | 1 | 30 | 4  | +26  |
| 2    | Al Merreikh OmdurmanC   | 31   | 14 | 10 | 1 | 3 | 24 | 9  | +15  |
| 3    | Al Hilal Obayid         | 21   | 14 | 6  | 3 | 5 | 16 | 13 | +3   |
| 4    | Al Ahly Shendi          | 20   | 14 | 6  | 2 | 6 | 18 | 17 | +1   |
| 5    | Al Merreikh Al Fasher   | 17   | 14 | 5  | 2 | 7 | 12 | 22 | -10  |
| 6    | Al Khartoum SC          | 14   | 14 | 4  | 2 | 8 | 14 | 22 | -8   |
| 7    | Hay Al Arab Port-Soudan | 11   | 14 | 3  | 2 | 9 | 8  | 20 | -12  |
| 8    | Al Ahli MeroweP         | 9    | 14 | 2  | 3 | 9 | 9  | 24 | -15  |

|  | Qualification pour la Ligue des champions de la CAF 2018-2019           |
|  | Qualification pour la Coupe de la confédération 2018-2019               |
|  | T : Tenant du titre C : Vainqueur de la Coupe du Soudan P : Promu de D2 |

### Classement Poule Relégation
| Rang | Équipe                | Pts | J  | G | N | P  | Bp | Bc | Diff |
| ---- | --------------------- | --- | -- | - | - | -- | -- | -- | ---- |
| 1    | Al Amal Atbara        | 33  | 18 | 9 | 6 | 3  | 22 | 12 | +10  |
| 2    | Wad Hashim SannarP    | 29  | 18 | 7 | 8 | 3  | 22 | 19 | +3   |
| 3    | Al-Shorta Al-Qadarif  | 28  | 18 | 7 | 7 | 4  | 23 | 17 | +6   |
| 4    | Hay Al-Wadi           | 27  | 18 | 7 | 6 | 5  | 17 | 14 | +3   |
| 5    | Al Hilal Kaduqli      | 26  | 18 | 6 | 8 | 4  | 16 | 22 | -6   |
| 6    | Al Ahli Khartoum      | 26  | 18 | 6 | 8 | 4  | 19 | 16 | +3   |
| 7    | Al-Ahli Atbara        | 24  | 18 | 6 | 6 | 6  | 20 | 22 | -2   |
| 8    | Kober Khartoum-BahriP | 23  | 18 | 6 | 5 | 7  | 22 | 21 | +1   |
| 9    | Al Merreikh Kosti     | 19  | 18 | 5 | 4 | 9  | 16 | 23 | -7   |
| 10   | Al-Merreikh Nyala     | 5   | 18 | 1 | 2 | 15 | 13 | 34 | -21  |

|  | Participation au barrage de promotion-relégation |
|  | Relégation directe en deuxième division          |
|  | P : Promu de D2                                  |

#### Barrage de promotion-relégation
| Équipe 1            | Résultat | Équipe 2         | Aller | Retour |
| ------------------- | -------- | ---------------- | ----- | ------ |
| Hilal Fasher (D2)   | 1 - 2    | Al Ahli Khartoum | 1 - 0 | 0 - 2  |
| Ahli W. Medani (D2) | 3 - 3    | Al Hilal Kaduqli | 2 - 1 | 0 - 2  |

- Les quatre formations se maintiennent dans leur championnat respectif.

## Bilan de la saison
| Championnat du Soudan de football 2018                             |                               |
| Champion                                                           | Al Hilal Omdurman (27e titre) |
| Coupes et trophées                                                 |                               |
| Vainqueur de la Coupe du Soudan 2018                               | Al Merreikh Omdurman          |
| Qualifications continentales                                       |                               |
| Ligue des champions de la CAF 2018-2019                            | Al Hilal Omdurman             |
| Ligue des champions de la CAF 2018-2019                            | Al Merreikh Omdurman          |
| Coupe de la confédération 2018-2019                                | Al Ahly Shendi                |
| Coupe de la confédération 2018-2019                                | Al Hilal Obayid               |
| Promotions et relégations                                          |                               |
| Promus en Premier League                                           | Al-Mourada SC                 |
| Promus en Premier League                                           | Al-Rabta Kosti                |
| Relégués en Championnat du Soudan de football de deuxième division | Al-Ahli Atbara                |
| Relégués en Championnat du Soudan de football de deuxième division | Kober Khartoum-Bahri          |
| Relégués en Championnat du Soudan de football de deuxième division | Al Merreikh Kosti             |
| Relégués en Championnat du Soudan de football de deuxième division | Al-Merreikh Nyala             |